# Olios floweri
Olios floweri là một loài nhện trong họ Sparassidae.
Loài này thuộc chi Olios. Olios floweri được Roger de Lessert miêu tả năm 1921.